# Alagoinha do Piauí
Alagoinha do Piauí is een gemeente in de Braziliaanse deelstaat Piauí. De gemeente telt 7.736 inwoners (schatting 2009).